# Chicagoskolen (sociologi)
Chicagoskolen er en bestemt teoritradition inden for sociologien. Teoriskolen er grundlaget for den sociologiske forskning i urbanisering, livsvilkår og sociale afvigelser, der blev udført i den første halvdel af 1900-tallet på University of Chicago ved verdens første selvstændige sociologiske institut. Siden har skolen har afgørende betydning for meget senere socialvidenskabelig forskning ved både at tilbyde teori og metodik til at undersøge bylivet og sociale grupper, der afviger fra vestlige samfunds normer.
Forskningen på instituttet tog udgangspunkt i universitetets lokalområde, og man undersøgte med udgangspunkt i både kvalitative og kvantitative metoder forskellige aspekter af bylivet og udsatte positioner. George Herbert Mead udviklede eksempelvis en pragmatisk teori om menneskers selv og grundlæggende relationer til andre. Meget af forskningen italesatte sociale forskelle i komplekse bymiljøer, der både samler forskellige mennesker, men samtidig strukturerer det sociale liv. Med den baggrund tematiserer Chicagoskolen sociologiske emner såsom immigration, race, social status, organisationsstrukturer, fattigdom og kriminalitet.
Meget af teorien udspringer af John Deweys, der også var ansat på universitetet i samme periode, filosofiske pragmatisme. Meads teori blev formuleret som symbolsk interaktionisme, og store dele af den nutidige sociologi trækker på denne tradition herunder Erving Goffmans socialdramatiske interaktionsteori.